# Rautén Bajo
Rautén Bajo o más conocido como Rautén, es una entidad rural de la Comuna de Quillota, dentro de la Provincia de Quillota y Región de Valparaíso, es orillada por el Estero Rautén, donde desemboca las Quebradas de Las Masas y Pataguillas, también conectada por la Ruta F-370, además de contener un embalse del mismo nombre, se ubica a 7 km de Quillota (La ciudad más cercana) y es parte del sector "Rautén" junto a Rautén Alto, su población, según el Instituto Nacional de Estadísticas es considerado como un Pueblo Urbano con 1.188 habitantes.

## Geografía
La geografía de Rautén Bajo está compuesta por tierra sedimentada y tierra vólcanica, junto a relieves que componen lo al rededores, además, la zona donde está ubicada la localidad tiene un clima lluvioso e húmedo, cual sumado a la ribera del Río Aconcagua da como resultado que se forme una zona agrícola.